# オーエン郡 (ケンタッキー州)

ケンタッキー州内の位置

オーエン郡（Owen County）は、アメリカ合衆国ケンタッキー州内に位置する郡である。人口は10,547人（2000年）。郡庁所在地はオーエントンである。この郡は Abraham Owen 大佐の名を取って命名された。

## 地理
アメリカ合衆国統計局によると、この郡は総面積917 km2 (354 mi2) である。このうち912 km2 (352 mi2) が陸地で5 km2 (2 mi2) が水地域である。総面積の0.57%が水地域となっている。

### 隣接する郡
- キャロル郡  (北西)
- ギャラティン郡  (北東)
- グラント郡  (東)
- スコット郡  (南東)
- フランクリン郡  (南西)
- ヘンリー郡  (西)

## 人口動勢
2000年国勢調査で、この郡は人口10,547人、4,086世帯、及び2,995家族が暮らしている。人口密度は12/km2 (30/mi2) である。6/km2 (15/mi2) の平均的な密度に5,345軒の住宅が建っている。この都市の人種的な構成は白人97.03%、アフリカン・アメリカン1.13%、先住民0.27%、アジア0.23%、太平洋諸島系0.02%、その他の人種0.46%、及び混血0.85%である。ここの人口の1.00%はヒスパニックまたはラテン系である。
この郡内の住民は25.50%が18歳未満の未成年、18歳以上24歳以下が8.40%、25歳以上44歳以下が28.00%、45歳以上64歳以下が24.10%、及び65歳以上が14.00%にわたっている。中央値年齢は38歳である。女性100人ごとに対して男性は100.50人である。18歳以上の女性100人ごとに対して男性は97.80人である。
この郡内の世帯ごとの平均的な収入は33,310米ドルであり、家族ごとの平均的な収入は38,844米ドルである。男性は29,329米ドルに対して女性は21,426米ドルの平均的な収入がある。この郡の一人当たりの収入 (per capita income) は15,521米ドルである。人口の15.50%及び家族の12.10%は貧困線以下である。全人口のうち18歳未満の17.10%及び65歳以上の19.90%は貧困線以下の生活を送っている。

## 都市及び町
- オーエントン
- Gratz
- Monterey